# Rachel Scott (Suffragette)
Rachel Scott, geborene Rachel Cook (* 8. März 1848 in St Andrews, Fife; † 27. November 1905 in Fallowfield, Manchester), war eine schottisch-britische Journalistin, Suffragette und Frauenbildungsreformerin, die die Gleichstellung von Frauen organisierte und förderte.

## Leben

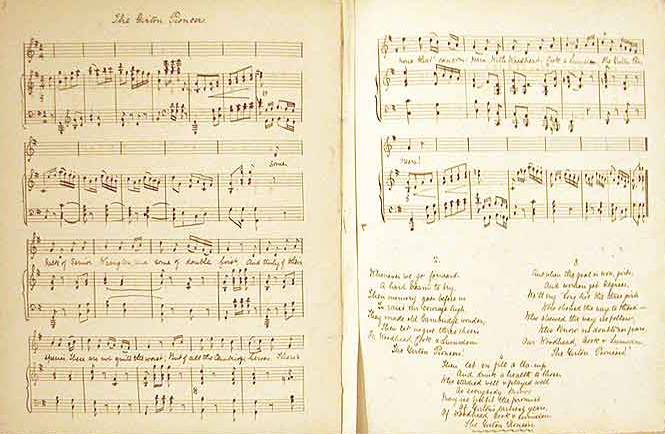
The Girton Pioneers, Lied des Girton College zum Gedenken an die ersten drei Frauen, die das Tripos-Examen in Cambridge bestanden, 1876–1884

Cook war die jüngste von fünf Töchtern von Reverend John Cook (1807–1869), dem Pfarrer von St. Leonards in St Andrews und späterem Professor für Kirchengeschichte an der University of St Andrews, und seiner Frau Rachel Susan Farquhar. Ihre väterliche Linie umfasste drei Generationen von Theologieprofessoren, darunter einen Moderator der Church of Scotland. Ihre Ausbildung erhielt sie an der St Andrew's Senior School, dem Madras College, von einem Privatlehrer und dann als eine der ersten sechs Studentinnen am College for Women in Benslow House in Hitchin, das später zum Girton College der Universität Cambridge wurde, zusammen mit einer anderen Schottin, Louisa Lumsden. 1873 bestand Cook, neben Lumsden und Sarah Woodhead, als eine der ersten drei Frauen an der Universität Cambridge mit Auszeichnung im klassischen Tripos.
Diese Leistung zeugte angesichts der Herausforderungen, denen sich Frauen in der Hochschulbildung gegenübersahen, von großen Fähigkeiten und Willen. Die drei wurden in einem Lied am Girton College dann auch als „The Girton Pioneers“ betitelt. The Guardian berichtete anlässlich ihres Todes 1905, dass George Eliot über sie gesagt habe, „sie sei die schönste Frau gewesen, die sie je gesehen habe, und in den Köpfen derer, die sie damals kannten, ist noch immer ein unvergessliches Bild ihrer Ungewöhnlichkeit, ihres dramatischen Instinkts und ihrer kritischen Schnelligkeit, ihres Eifers und ihrer geistigen Ausstrahlung vorhanden.“
1874 heiratete sie Charles Prestwich Scott, bekannt als „C. P. Scott“, den Herausgeber des Manchester Guardian. Das Paar wohnte zunächst in Salford, später dann in Fallowfield, Manchester, wo so bis zu ihrem Tod lebte. Sie hatten vier Kinder: Madeline (1876), Laurence Prestwich (1877), John Russell (1879) und Edward Taylor (1883).
Scott wurde bald Mitglied der Leitung der städtischen Mädchenschule. Sie setzte sich weiterhin für die Hochschulbildung von Frauen ein, indem sie mit Unterstützung wohlwollender Professoren des Owens College eine Lehranstalt auf Universitätsniveau einrichtete. Dank ihrer unermüdlichen Bemühungen wurde diese Einrichtung 1883 in das Owens College integriert. Scott gehörte auch dem Vorstand der Withington Girls School an und engagierte sich für die koedukative Schule Lady Barn House School. Sie übernahm eine führende Rolle im Bildungswesen der Stadt; ihre wortgewaltigen Reden bei öffentlichen Veranstaltungen, mit denen sie um Unterstützung für die Bildung von Frauen und Mädchen warb, wurden in ihrem Nachruf erwähnt.
Scott veröffentlichte anonym und übersetzte klassische lateinische und französische Texte, darunter Tacitus’ „Agricola“ und zwei Romane aus Balzacs Romanzyklus „Die menschliche Komödie“ sowie einen Führer zu den Bildern der Royal Jubilee Exhibition of 1887. Zusammen mit ihrem Ehemann verfasste sie kritische Artikel für den Manchester Guardian, in denen sie sich als Suffragette für das Frauenwahlrecht einsetzte.
Scotts Einfluss und ihr Beitrag für die Stadt Manchester wurden auch 1934 im Nachruf auf ihren Mann gewürdigt.
Scott starb im November 1905 und die Beerdigungsfeier fand im Krematorium im Stadtteil Barlow Moor statt.